# ألبرت رايت
ألبرت رايت (25 أغسطس 1941 في المملكة المتحدة - ) (بالإنجليزية: Albert Wright)‏ هو لاعب كريكت بريطاني. لعب مع نادي وارويكشاير للكريكيت ‏.